# Dimos Dikudis
Dimostenis (Dimos) Dikudis (gr. Δημοσθένης Ντικούδης; ur. 24 czerwca 1977 w Larisie) – grecki koszykarz, olimpijczyk, występujący na pozycjach silnego skrzydłowego lub środkowego.

## Osiągnięcia
Na podstawie, o ile nie zaznaczono inaczej.

### Drużynowe
- Mistrz:
  - Euroligi (2007)
  - Grecji (2002, 2007, 2008)
  - Rosji (2005)
- Wicemistrz Grecji (2003)
- Zdobywca pucharu:
  - Grecji (2000, 2001, 2007, 2008)
  - Saporty (2000)
  - Rosji (2005)
- Finalista pucharu:
  - Grecji (1999)
  - Hiszpanii (2006)

### Indywidualne
- MVP:
  - ligi greckiej (2002)
  - finałów ligi greckiej (2002)
  - II ligi greckiej (1998)
  - 7. kolejki Euroligi (2001/2002)
- Najlepszy młody zawodnik ligi greckiej (2000)
- Debiutant roku ligi greckiej (1999)
- Uczestnik meczu gwiazd:
  - ligi greckiej (1999, 2001, 2002, 2003, 2007, 2008)
  - meczu gwiazd All-Time Stars vs Rising Stars ligi greckiej (2018)[4]
- Lider:
  - strzelców II ligi greckiej (1997, 1998)
  - II ligi greckiej w zbiórkach (1997, 1998)

### Reprezentacja
- Mistrz:
  - Europy (2005)
  - turnieju Akropolu (2000, 2003, 2005, 2006, 2007)
  - pucharu Stankovicia (2006)
- Wicemistrz świata (2006)
- Uczestnik:
  - mistrzostw Europy:
    - 2001 – 9. miejsce, 2003 – 5. miejsce, 2005, 2007 – 4. miejsce
    - U–22 (1998 – 11. miejsce)

  - igrzysk olimpijskich (2004 – 5. miejsce)